# 70 millimeters film

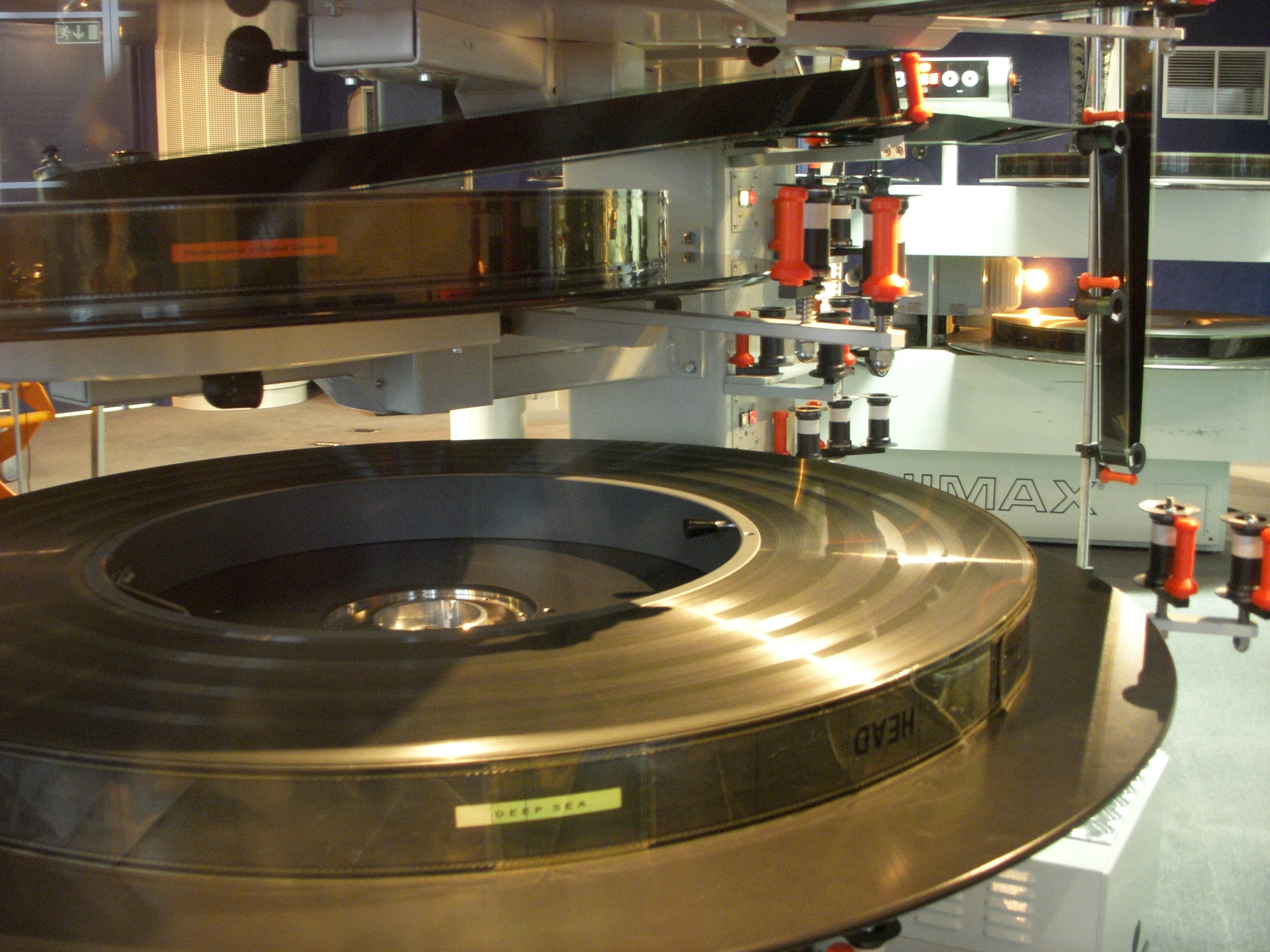
En 70 mm Omnimax-filmrulle på Cosmonova

70 millimeters film, övergripande namn för snarlika filmformat för biografvisning.
När filmen Oklahoma! hade världspremiär 1955 i det nya filmformatet 70 mm Todd-AO var det i själva verket ett vidfilmsystem från 1929 som hade plockats fram, dammats av och uppdaterats med färg och sexkanaligt stereoljud. Konceptet var ett av flera vidfilmssystem som kom i början på 1950-talet för att bemöta hotet mot biograferna när TV började bli var mans egendom. Inspelningsformatet skedde egentligen på 65 mm negativ, men ytterligare 5 mm behövdes på visningskopiorna för att få plats med alla magnetspåren för ljudet. För att ytterligare höja bildkvalitén spelades filmen dessutom in med 30 bilder i sekunden mot normala 24 bilder. Detta förfarande kostade mer än det var värt, och endast de två första 70 mm filmerna gjordes på detta sätt.
Todd-AO som hade utvecklats av Michael Todd tillsammans med American Optical Company, fick snabbt snarlika uppföljare. Todd-AO presenterades för första gången i Sverige 6 april 1959 när Ritz först i Sverige att visa 70 mm Todd-AO.. Sista filmen som spelades in i detta format var dock Airport – flygplatsen som kom 1969 med svensk premiär året därpå. Med några ytterst få undantag har inga nya spelfilmer spelats in i något 70 mm system sen början på 1970-talet. Quentin Tarantino gjorde så sent som 2015 sin The hateful eight i 70 mm med bildbredd 1,76:1, i filmens början utbasunerat som "in glorious 70 mm", vilket få biografer längre hade dukar för. Kunde man dock visa den i 70 mm fick man en längre version med paus.

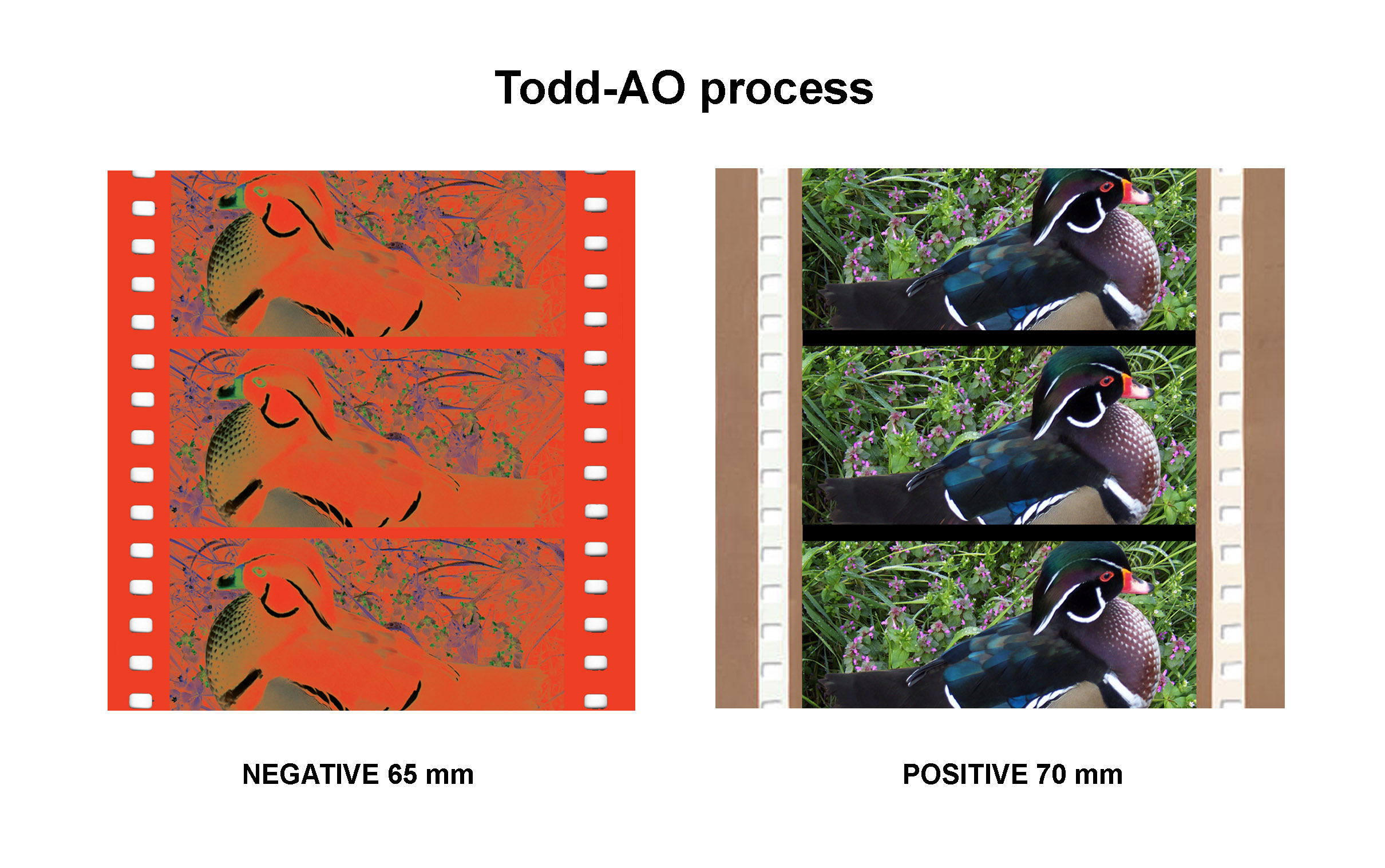
Plats för magnetspår på ömse sidor om perforeringen (2+1+1+2=6 kanaler) framgår av bilden t.h.

70 mm film har magnetremsor på ömse sidor om perforeringen för totalt 6 diskreta ljudkanaler. Ursprungligen i Todd-AO användes 5 kanaler till lika många högtalare bakom duken (Left, Left Center, Center, Right Center, Right) och en surroundkanal för salongen. Dolby lade senare till brusreducering och ändrade kanalkonfigurationen så att surroundljudet kunde köras i stereo, 70 mm Dolby Stereo Surround. 
Många senare 35 mm filmer som förväntades bli kassasucceer släpptes i uppblåsta visningskopior i 70 mm, främst för att utnyttja ljudsystemet. Sedan digitalljud med upp till åtta kanaler blivit standard för 35 mm film har knappt några filmer släppts i 70 mm.

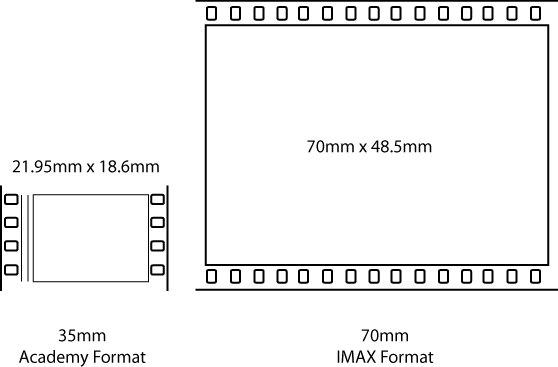
Propotioner mellan vanlig 35 mm och IMAX 70 mm

IMAX och det snarlika Omnimax använder samma filmbas, men är annars ett helt annorlunda filmsystem där filmen löper horisontellt både i kameran och projektorn i stället för det normala vertikalt.
70 mm film med eller utan perforeringshål används även i vissa stillbildskameror.